# Myrmica everesti
Myrmica everesti är en myrart som beskrevs av Horace Donisthorpe 1929. Myrmica everesti ingår i släktet rödmyror, och familjen myror. Inga underarter finns listade i Catalogue of Life.